# 消防防災ヘリコプター
消防防災ヘリコプター（しょうぼうぼうさいヘリコプター）とは、消防活動・救急活動を支援するために道府県と東京消防庁、政令指定都市の消防局、総務省消防庁が保有する中型・大型ヘリコプターの事を指す。

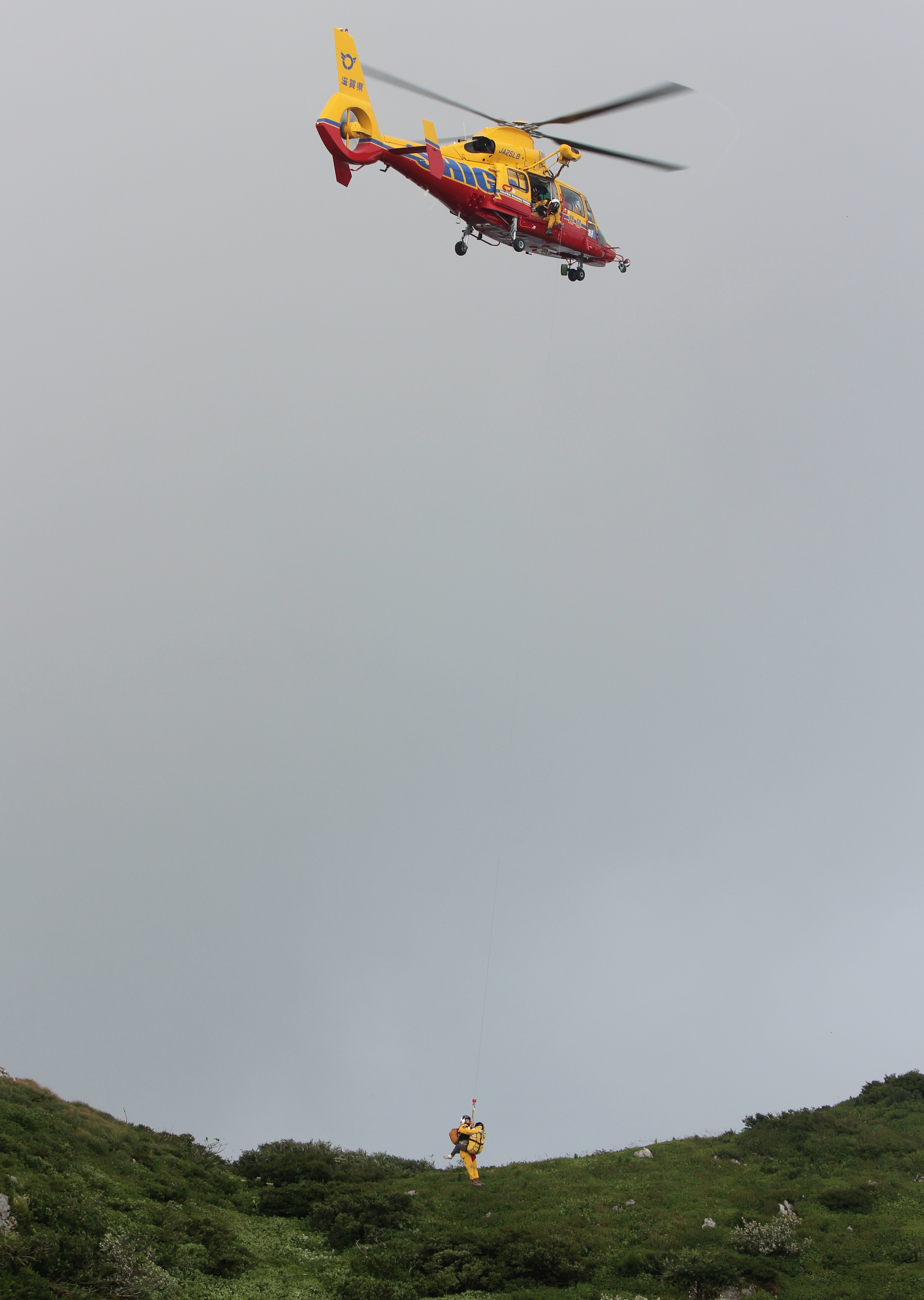
滋賀県防災ヘリによる山岳救助
（伊吹山にて）

主に山岳救助や水難救助・山火事や野火での消火活動・航空救急などに用いられる。

## 概要
消防組織法では消防の責務を市町村が負うこととしており、政令指定都市の消防機関の一部は自ら消防活動や急病人を搬送するための消防ヘリコプターを保有・運航している（市消防航空隊）。東京都の場合は、市町村から委託を受けている東京消防庁が保有・運航している。しかしながら、小規模な市町村にとってヘリコプターの運用、維持は財政上大きな負担であるため、総務省の補助制度により都道府県が市町村に代わり防災ヘリコプターを保有し都道府県防災航空隊を設置して、管内市町村の業務を支援を行っている地域が多い。平成8年に地方公共団体の連絡協調の推進と航空消防防災体制の確立を目的に、消防防災ヘリコプターを運用している各消防機関・都道府県と総務省で全国航空消防防災協議会を設立している。
また一部の地域では、兵庫県防災航空隊と神戸市航空機動隊、広島市消防局と広島県防災航空隊、宮城県防災航空隊と仙台市消防航空隊のように、都道府県の防災航空隊と政令指定都市の消防航空隊が設置され、互いに協定を結んだり共同運航している。この場合、片方のヘリコプターが整備などで運航不能の場合でも、もう一機で常時対応出来ると言うメリットがある。兵庫県防災航空隊と神戸市航空機動隊の場合は2004年から共同運航を始め、兵庫県の機体も神戸市に運航委託する形の全国で唯一の県と政令市の完全な一体運用となっている。愛知県の場合は愛知県防災航空隊と名古屋市消防航空隊がそれぞれ運行していたが、2022年4月から、愛知県防災航空隊が運行していた防災ヘリコプター「わかしゃち」の運行を名古屋市消防局に委託して、名古屋市消防航空隊が市有2機、県有1機の計3機体制で県全域をカバーする体制となる。
また、隣接都道府県間で同様に協定を締結して、応援体制の確保や機材点検時の相互補完などを図っていることが多い。
なお、道府県が設置している防災航空隊は、ヘリコプターを道府県が所有しているが、消防活動は市町村の消防本部から出向してきた消防吏員によって行われており（数年単位の任期付の場合が多い）、それ以外の操縦や整備などは民間の航空会社などに委託している場合が多い。この場合は、乗員のうち操縦士および整備士については委託先航空会社の社員などになる。以前は操縦士や整備士に関しては警察航空隊に委託していた場合が多かった（現在は秋田県が警察と共同で運航中。北海道も2022年度から警察と共同で運航予定）。自主運航の場合も、操縦士や整備士を都道府県で直接採用する場合のほか、派遣企業などから派遣を受ける場合もある。ただし操縦士の養成を民間に委託した場合、最大で6000万円ほどかかることから、直接採用の多くは自衛隊の退職者など事業用操縦士の資格と飛行経験がある者に頼っている。中途採用の場合は年齢層が高くなりがちで定年までの期間が短く不安定なため、頻繁な採用が必要となる。民間の操縦士が不足しているため派遣の場合も費用が高額になっている。
東京都は自ら消防本部（東京消防庁）を設置しているため、他の道府県と異なり、固有の消防吏員が在籍している。ヘリコプターを運用する組織も消防本部に所属（装備部に属する東京消防庁航空隊）しており、操縦士や整備士を含む隊員も、市町村からの出向や他組織からの派遣などではなく東京消防庁固有の職員であるために、操縦士も消防学校を卒業して現場の消防署勤務経験のある消防吏員（消防官）の中から事業用操縦士の免許を取得した者である。操縦士や整備士資格者として採用されても数年間は消防署などで現場経験を積む。多くの自治体では予算が厳しくこのような体制を取ることが出来ないが、2014年に操縦士の確保に悩む長野県が東京消防庁を参考に県内の消防士から操縦士を養成することを決め、県内の消防本部の消防吏員を県職員として採用し操縦士免許を取得するための専門養成機関に派遣した。
なお、防災航空隊の隊員に関しては、市町村の消防本部から出向してきた救助隊員である。また、政令指定都市の消防航空隊の場合は消防局内の救助隊員を選抜して専任の航空救助隊を配置している場合と、事案に合わせて特別高度救助隊などあらかじめ指定された部隊が搭乗する場合がある。また、救急救命士の資格を持つ隊員が最低でも一名搭乗することになっている。
東京消防庁航空隊の航空救助員は特別救助隊の隊長経験者、航空救急員（救急救命士）は救急隊の隊長経験者から選抜しており、いずれも階級が消防司令補である。また、航空救助員以外にも特別救助隊や山岳救助隊、消防救助機動部隊（ハイパーレスキュー）が航空救助連携隊や航空連携降下指定隊に指定されており、事案に合わせてヘリに搭乗したり、地上からサポートする。さらに2016年1月に空のハイパーレスキューである航空消防救助機動部隊（エアハイパーレスキュー）を創設した。
総務省消防庁では、大規模災害発生時における緊急消防援助隊の装備の充実強化を目的として，24時間運航を行える都市に対してヘリコプター1機を配備する事業を行っている。
2014年7月現在において、東京消防庁航空隊、京都市消防局、埼玉県防災航空隊、高知県消防・防災航空隊に対して1機ずつ提供されている。また東日本大震災で防災ヘリを失った宮城県防災航空隊にも2013年3月に配備された。

## 任務
- 救助活動
  - 山岳救助 - 山間部での遭難事案や滑落事故での捜索・救助活動
  - 水難救助 - 河川や湖、池、湾港などでの捜索・救助活動
  - 災害救助 - 大規模地震や津波、台風などで孤立した集落や住宅などに取り残された人の捜索・救助活動
  - 火災救助 - 東京消防庁航空隊、埼玉県防災航空隊、名古屋市消防局航空隊などが過去に高層建物火災から逃げ遅れた者をホイストで救出しているが、火災による煙がヘリのエンジン内に大量に入ると出力低下を招き墜落の危険があるため、安全性が確保できる限定された条件下（ホバリング中有視界が確保でき、出力低下時に火災現場から直近に着陸できる場所があり尚且つ、現場から上昇している煙が薄い、または、風が吹いていて上昇している煙が横方向に拡散している場合など）でのみ行われる。
- 空中消火 - 山火事発生時につり下げ式バケット（水槽）を使用し消火活動を実施する。
- 情報収集 - 火災や大規模災害時等に上空からの情報収集
- 航空救急
  - 救急搬送 - 郊外・山間部・離島などで発生した傷病者を都市部の病院へ速やかに搬送する手段として用いられている。また、脳死移植の臓器搬送も行っている。
  - ドクターヘリ的運航
- 緊急消防援助隊 - 航空小隊として大規模災害時の応援活動。救急救助や情報収集の他、大規模災害が発生したら指揮支援隊が搭乗しいち早く被災地入りする。
- 国際消防救助隊（国際緊急援助隊救助チーム） - インドネシア森林火災・バングラデシュサイクロン・スマトラ島沖地震などで東京消防庁航空隊、名古屋市消防局、大阪市消防局の機体が派遣された）

## 安全基準
消防防災ヘリの安全基準は消防庁が消防組織法に基づく「助言」にとどまっており、運用状況は自治体ごとに異なっていた。
2018年に発生した群馬県防災航空隊の「はるな墜落事故」の経験から2019年10月からは機長と副操縦士の2人体制で運航する「ダブルパイロット制」、新規導入する機体へのフライトレコーダー搭載義務づけ、「運航責任者」と「運航安全管理者」の配置を求める新基準を「勧告」として纏めた。
ただし人員の確保や予算の問題があるため、一部の基準を緩めた状態での実施となる。

## 広域応援として出動した事例

### 国内での活動
- 消防相互応援協定などとしての活動
  - 1982年2月：日本航空機羽田沖墜落事故
  - 1991年6月：長崎県普賢岳噴火災害
  - 1993年7月：北海道南西沖地震
  - 1995年1月：阪神・淡路大震災
  - 2007年9月：平成19年台風第9号
  - 2009年9月：平成21年7月中国・九州北部豪雨　（消防防災ヘリによる救出実績：144人）
  - 2011年7月：平成23年7月新潟・福島豪雨
  - 2012年7月：平成24年7月九州北部豪雨
  - 2013年7月：平成25年7月28日の島根県と山口県の大雨
  - 2014年2月：平成26年の大雪災害
- 緊急消防援助隊としての活動[17][18]
  - 1998年9月：岩手県内陸北部地震
  - 2000年4月：有珠山噴火災害
  - 2000年10月：鳥取県西部地震
  - 2001年3月：芸予地震災害
  - 2003年7月：宮城県北部地震
  - 2003年8月：三重県廃棄物固形燃料発電所火災
  - 2003年9月：栃木県黒磯市ブリヂストン栃木工場火災
  - 2003年10月：十勝沖地震及び苫小牧出光興産石油タンク火災
  - 2004年7月：新潟・福島豪雨災害　（緊急消防援助隊の航空部隊による救出実績：92人）
  - 2004年7月：福井豪雨災害　（緊急消防援助隊の航空部隊による救出実績：187人）
  - 2004年10月：平成16年台風第23号豊岡市水災害
  - 2004年10月：新潟県中越地震　（緊急消防援助隊の航空部隊による救出実績：282人）
  - 2005年3月：福岡県西方沖地震
  - 2005年4月：JR福知山線脱線事故
  - 2005年1月：奈良県吉野郡上北山村土砂崩れによる車両埋没事故
  - 2007年3月：能登半島地震
  - 2007年4月：三重県中部を震源とする地震
  - 2007年7月：新潟県中越沖地震
  - 2008年6月：岩手・宮城内陸地震　（緊急消防援助隊の航空部隊による救出実績：149人）
  - 2008年7月：岩手県沿岸北部地震
  - 2009年8月：駿河湾地震
  - 2011年3月：東北地方太平洋沖地震に伴う東日本大震災では、津波で仙台空港および仙台市消防ヘリポート、航空自衛隊松島基地が水没し、宮城県防災航空隊の「みやぎ」や航空自衛隊松島救難隊のヘリが被災し、また消防組織の消防車両や人員を失った。地震発生後離陸していた仙台市の消防ヘリは津波被害は免れ、陸上自衛隊霞目駐屯地を拠点に宮城県沿岸の救助活動に活躍した。消防庁の要請をうけ、全国から被災地に向け消防防災ヘリが緊急消防援助隊として派遣された。山形空港、福島空港、花巻空港が24時間運用に切り替えられ、運航拠点となった。厚生労働省の要請を受け、DMATとドクターヘリも派遣された。地震と津波被害の影響で、被災地に向かう道路と被災地との連絡手段が一時断絶したため、被災地の情報収集をしつつ、ヘリが屋上に逃げていた被災民の救助活動を行うとともに避難所に対する救援物資の搬送などを行い、2011年6月6日に活動終了。
  - 2013年10月：平成25年台風第26号に伴う伊豆大島土砂災害
  - 2014年8月：平成26年8月豪雨による広島市の土砂災害
  - 2014年9月：長野県御嶽山噴火災害
  - 2014年11月：長野県神城断層地震
  - 2015年5月：鹿児島県口永良部島噴火災害
  - 2015年9月：平成27年台風第18号に伴う平成27年9月関東・東北豪雨災害　（常総市の緊急消防援助隊の航空部隊による救出実績：276人、茨城県防災航空隊による救出実績：36人）
  - 2016年4月：熊本地震。消防庁の要請をうけ全国から緊急消防援助隊が派遣された。
  - 2016年8月：平成28年台風第10号
  - 2017年7月：平成29年7月九州豪雨
  - 2018年6月：大阪府北部地震
  - 2018年7月：平成30年7月豪雨
  - 2018年9月：北海道胆振東部地震
  - 2019年10月：令和元年東日本台風（台風19号）
  - 2020年7月：令和2年7月豪雨（熊本・長野）
  - 2021年2月：栃木県足利市の林野火災
  - 2021年7月：熱海市伊豆山土石流災害
  - 2024年1月：令和6年能登半島地震

### 海外での活動
- 国際消防救助隊（国際緊急援助隊救助チーム）としての活動[19]
  - 1991年4月：バングラデシュ人民共和国サイクロン
  - 1997年9月：インドネシア森林火災
  - 2004年12月：インドネシア共和国スマトラ島沖地震

## 機体

### 主な配備機種
ヘリコプターの機種や配備数は各航空隊により異なるが、以下のような機種が使用されている。
- ベル 412

ベル・ヘリコプター・テキストロン社製
- BK117

川崎重工業、MBB社共同開発
- AS365ドーファン

ユーロコプター社製
- AS332シュペルピューマ

ユーロコプター社製
- S-76

シコルスキー・エアクラフト社製
- AW139

アグスタウェストランド社製

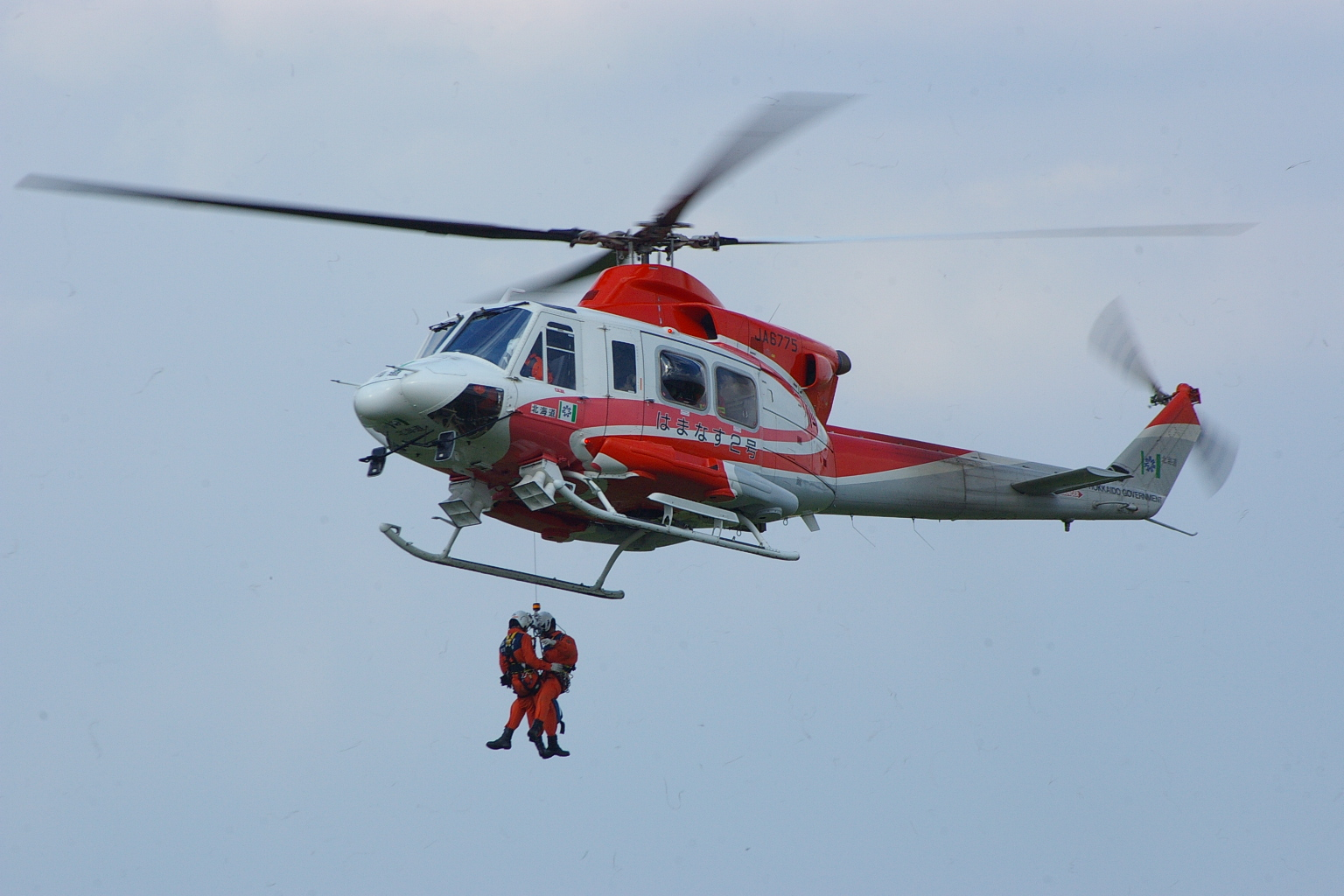
北海道防災航空室「はまなす2号」ベル 412
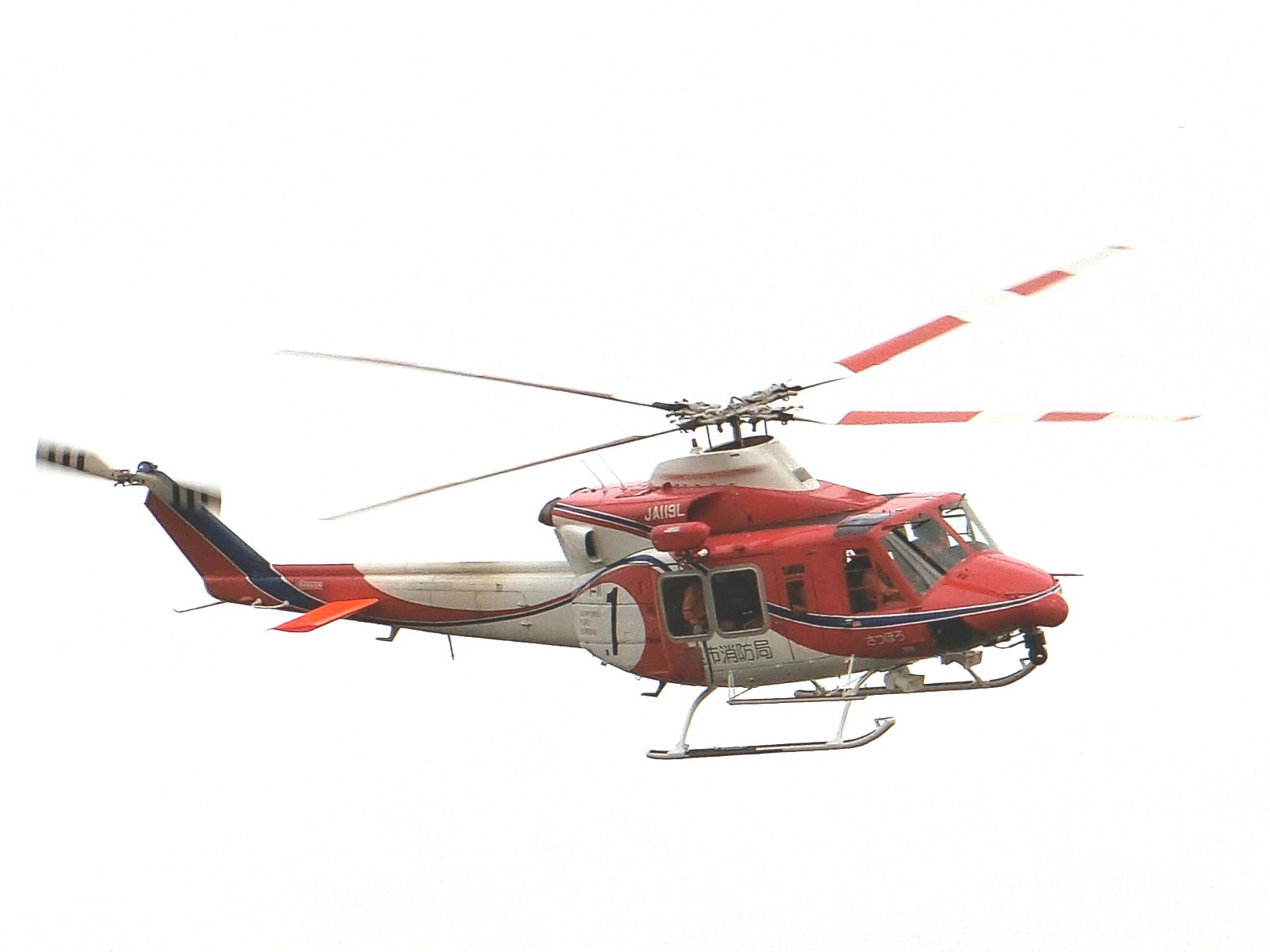
札幌市消防局「さつぽろ1」ベル 412
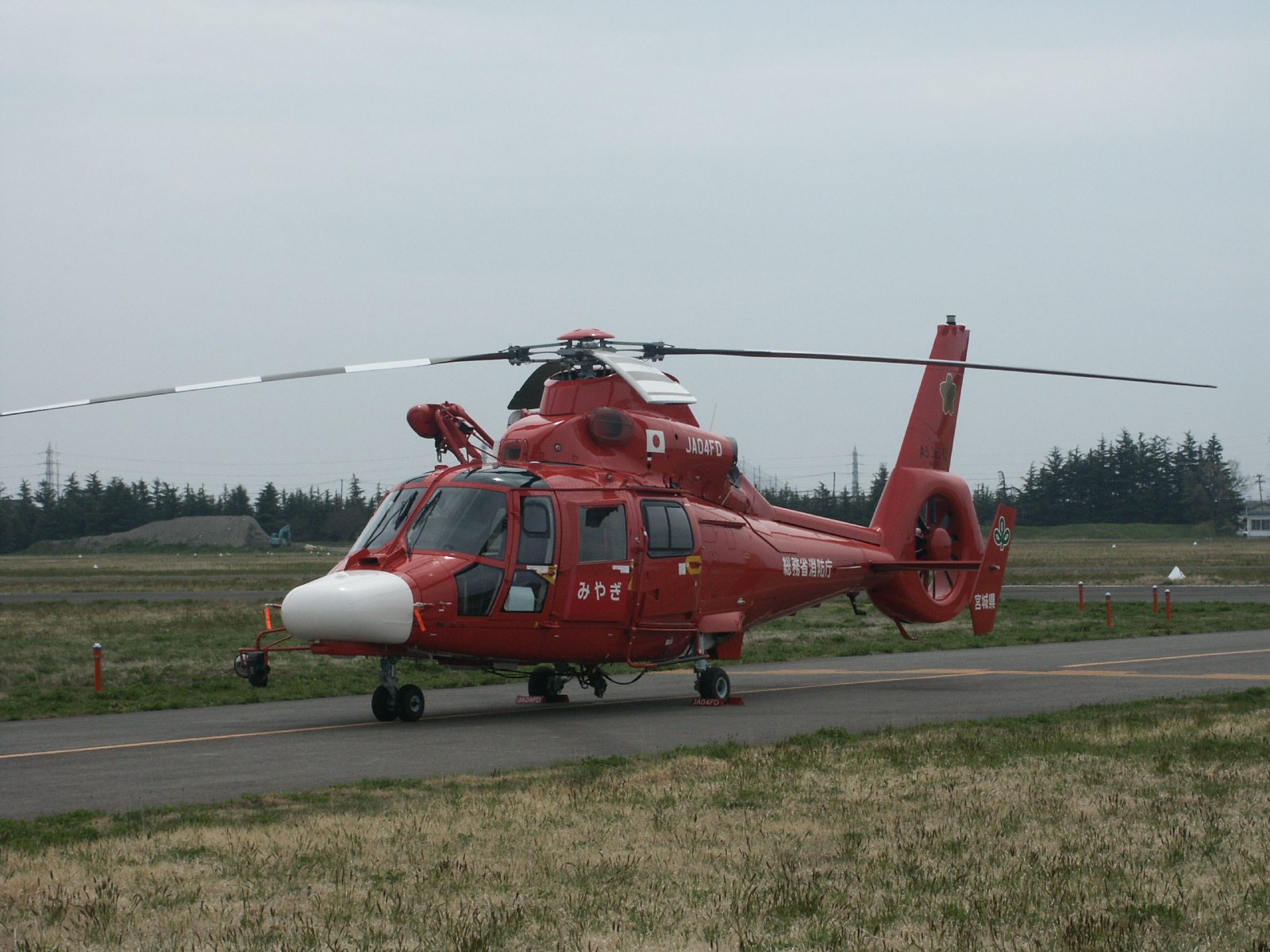
宮城県防災航空隊「みやぎ」AS365ドーファン
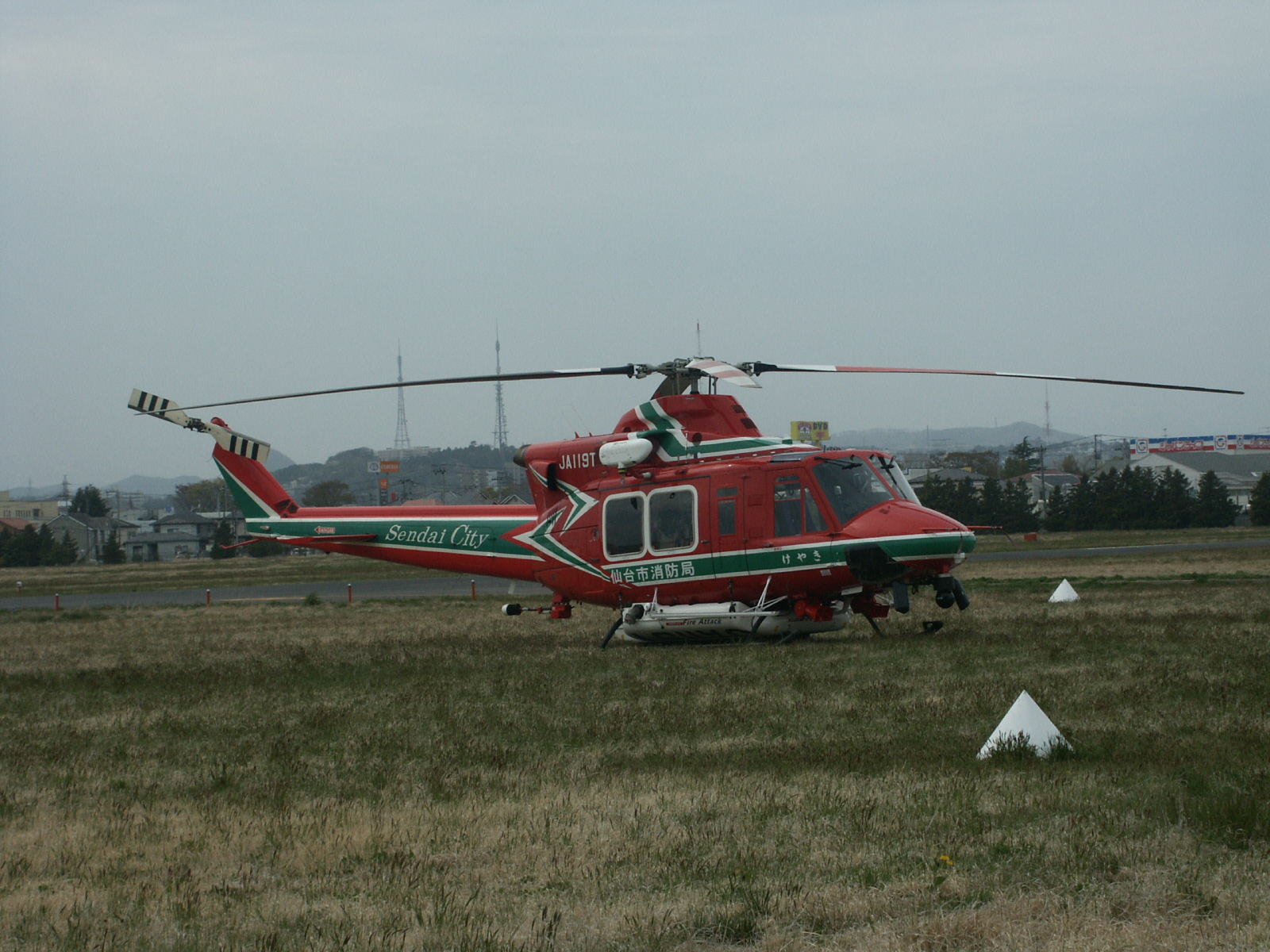
仙台市消防航空隊「けやき」ベル 412
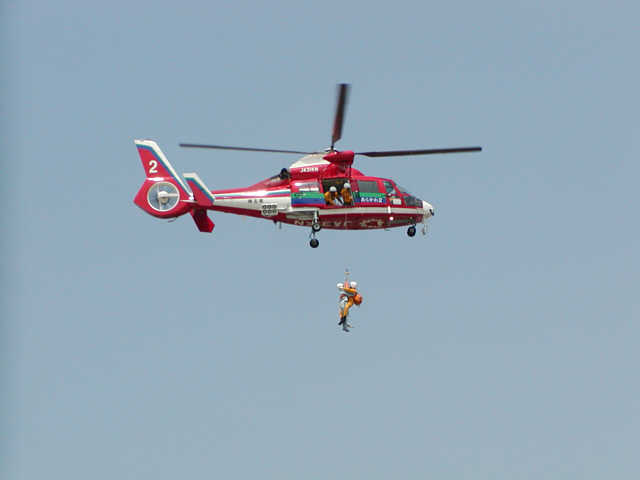
埼玉県防災航空隊 「あらかわ2号」 AS365ドーファン
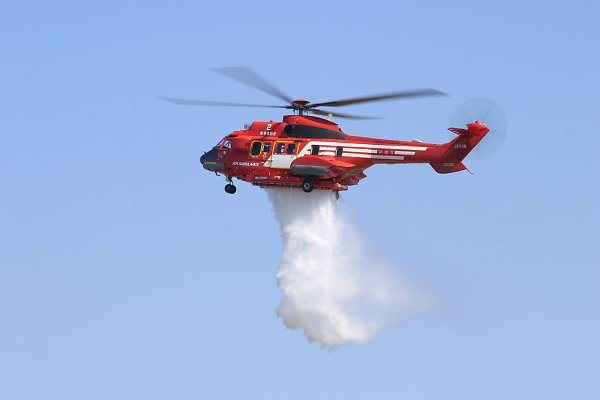
東京消防庁航空隊 「ひばり」 AS332シュペルピューマ
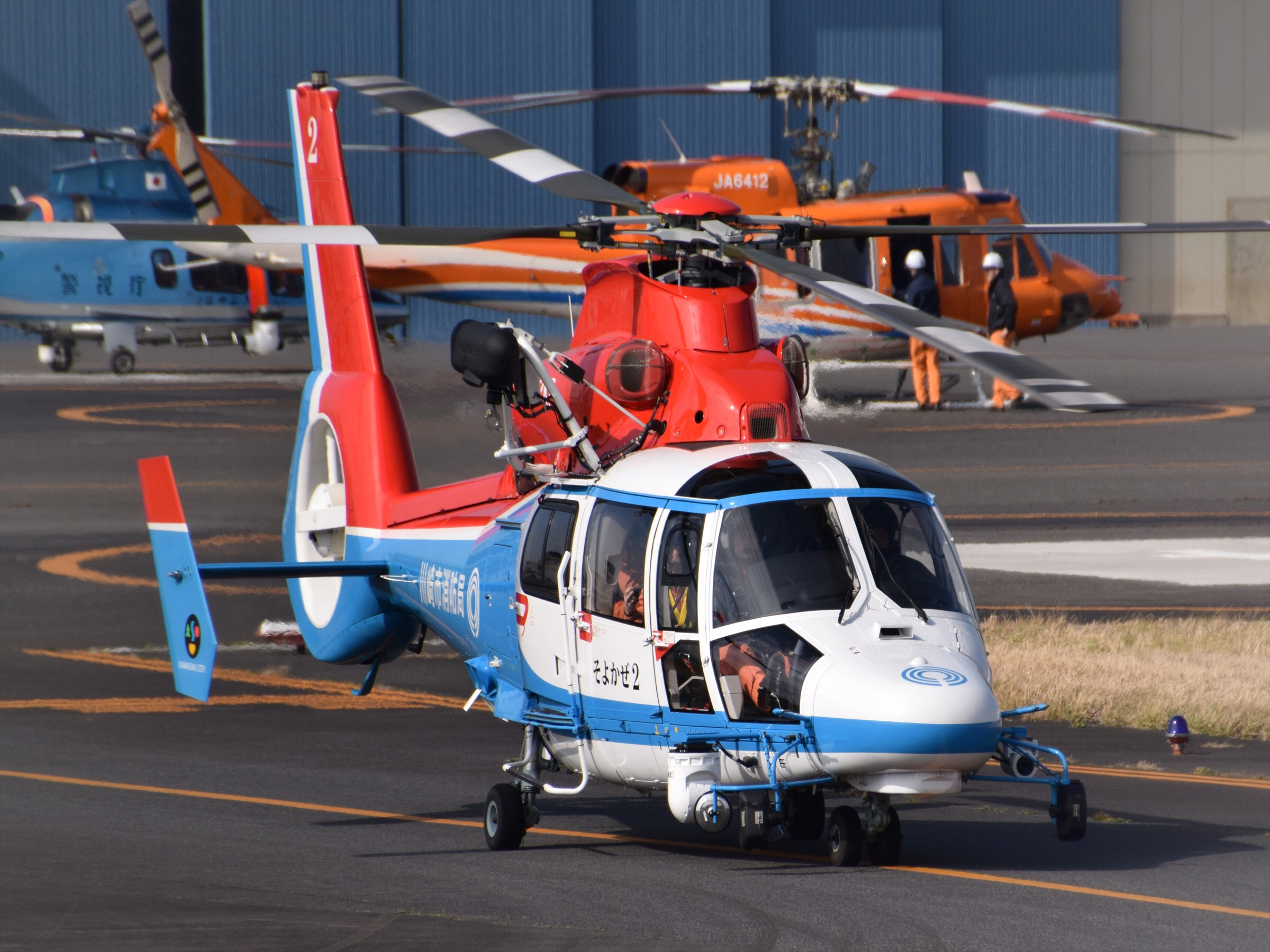
川崎市消防局「そよかぜ2号」AS365N3+
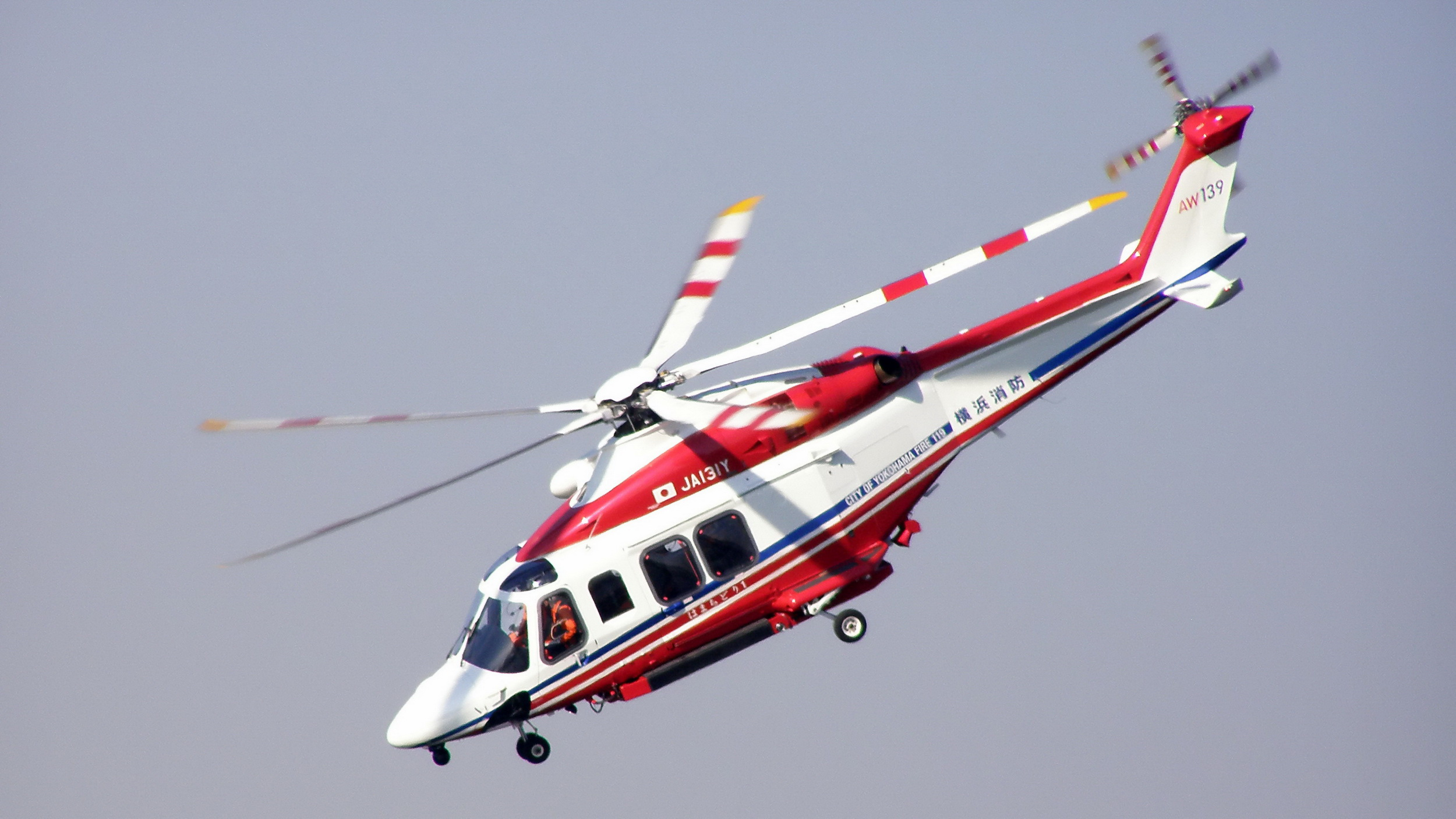
横浜市消防局 「はまちどり1」AW139
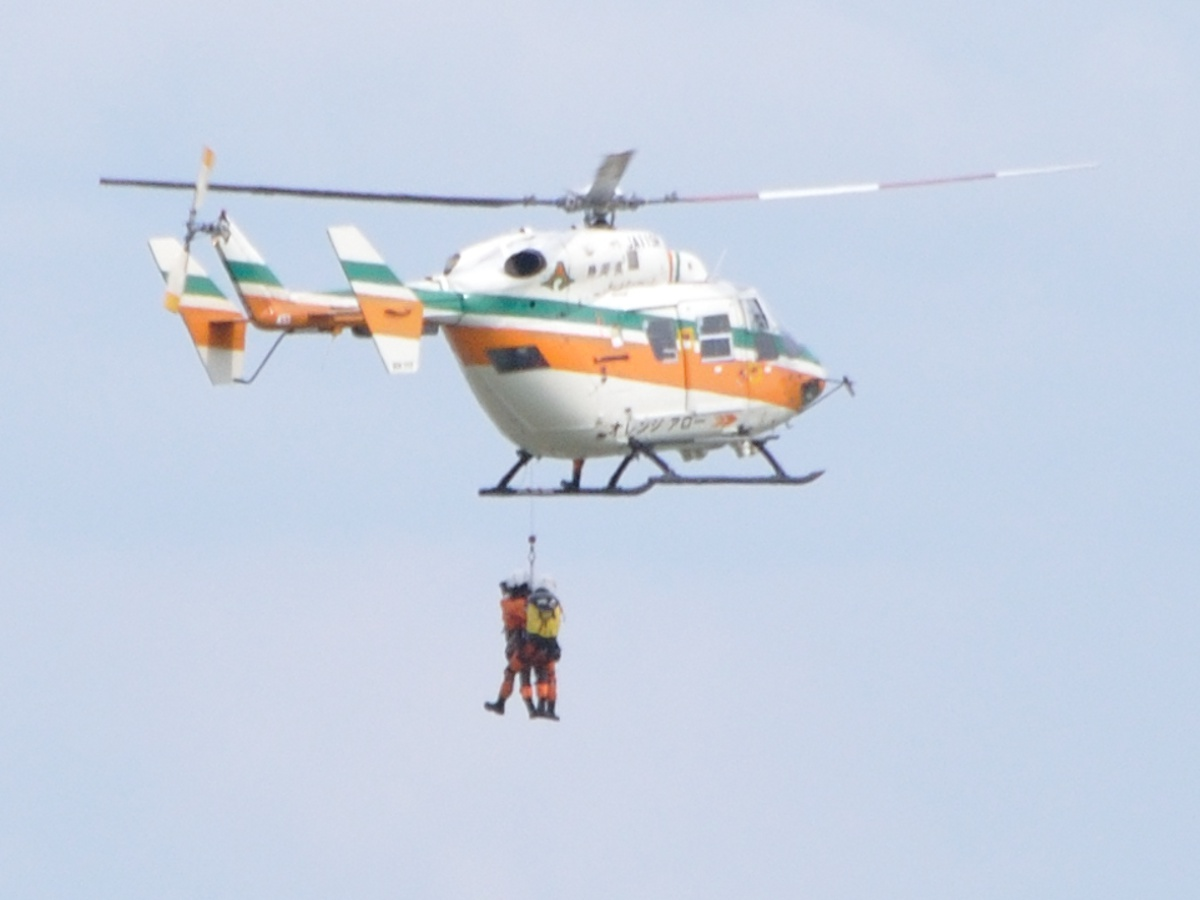
静岡県消防防災航空隊BK117
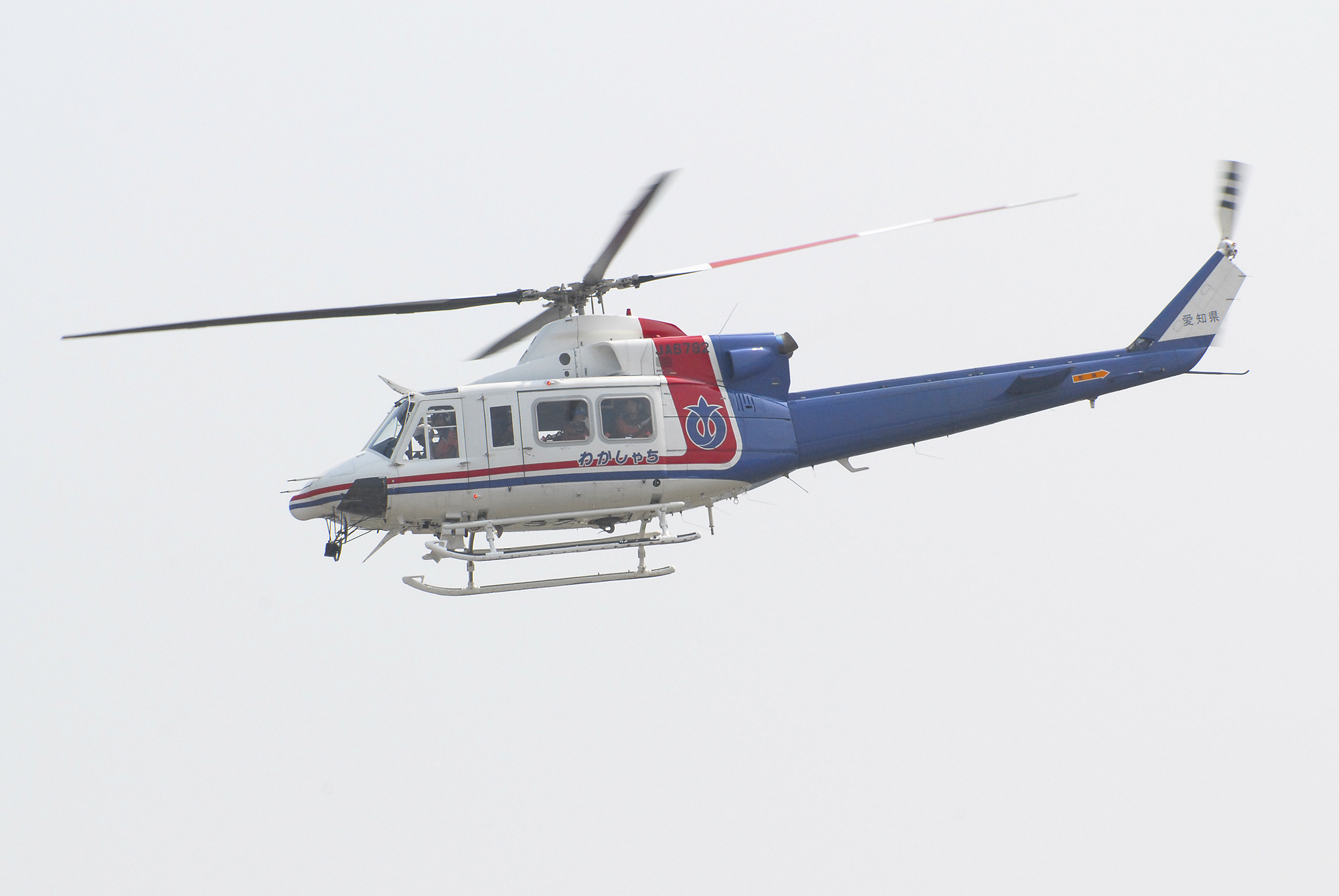
愛知県防災航空隊 「わかしゃち」　ベル 412※現在は名古屋市消防局が運行している。
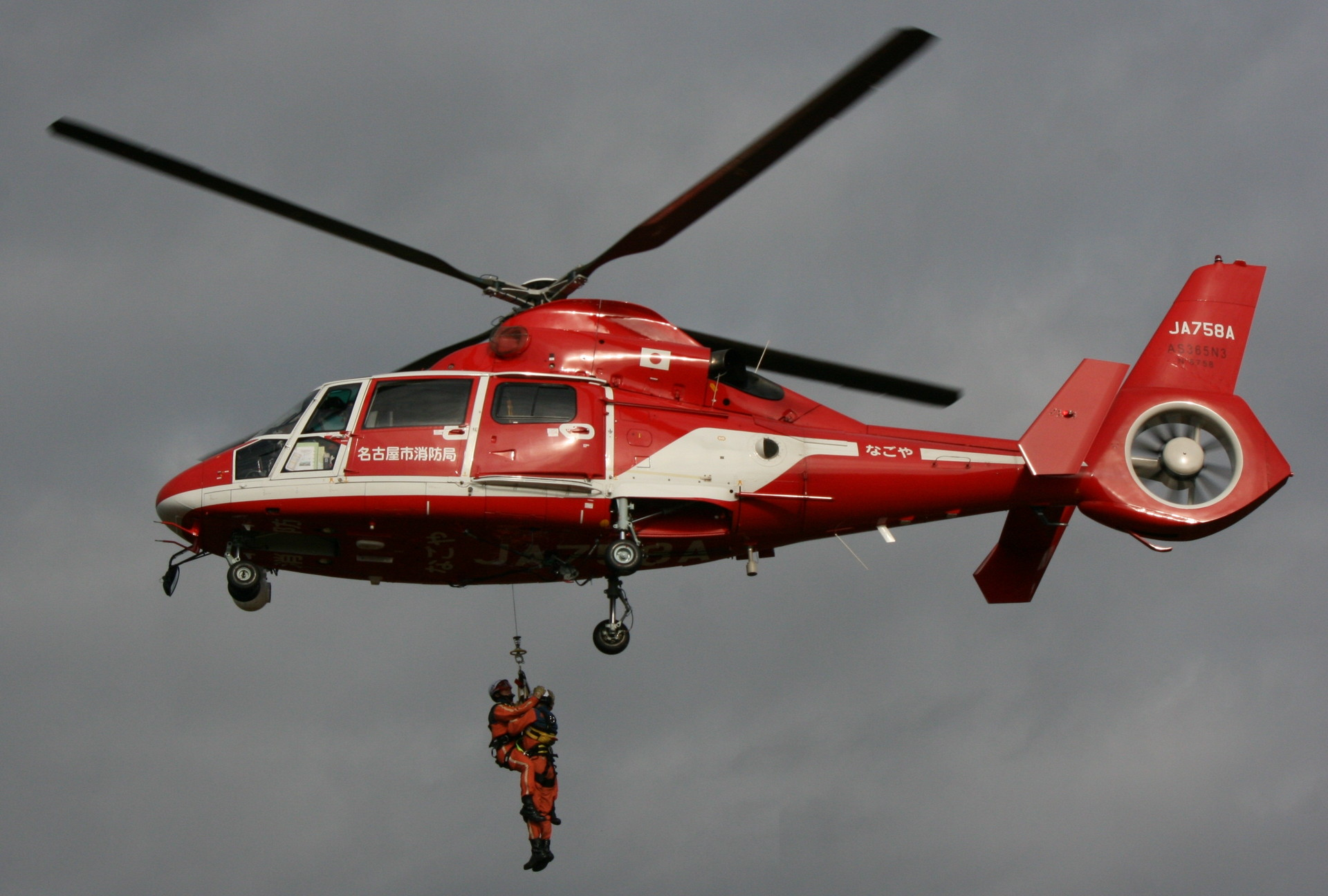
名古屋市消防局 「なごや」（現のぶなが）AS365ドーファン
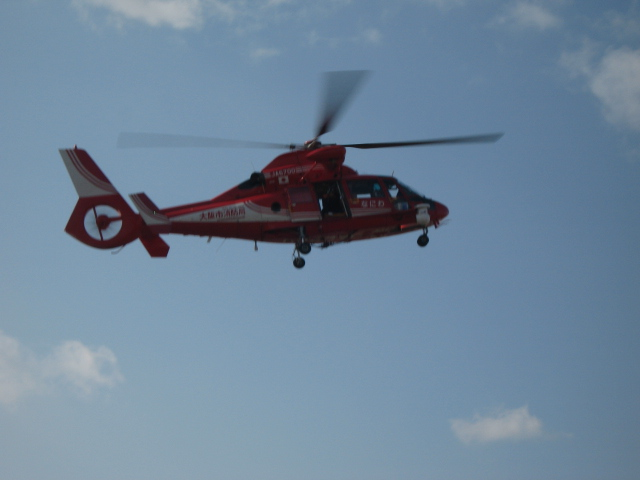
大阪市消防局 「なにわ」AS365ドーファン
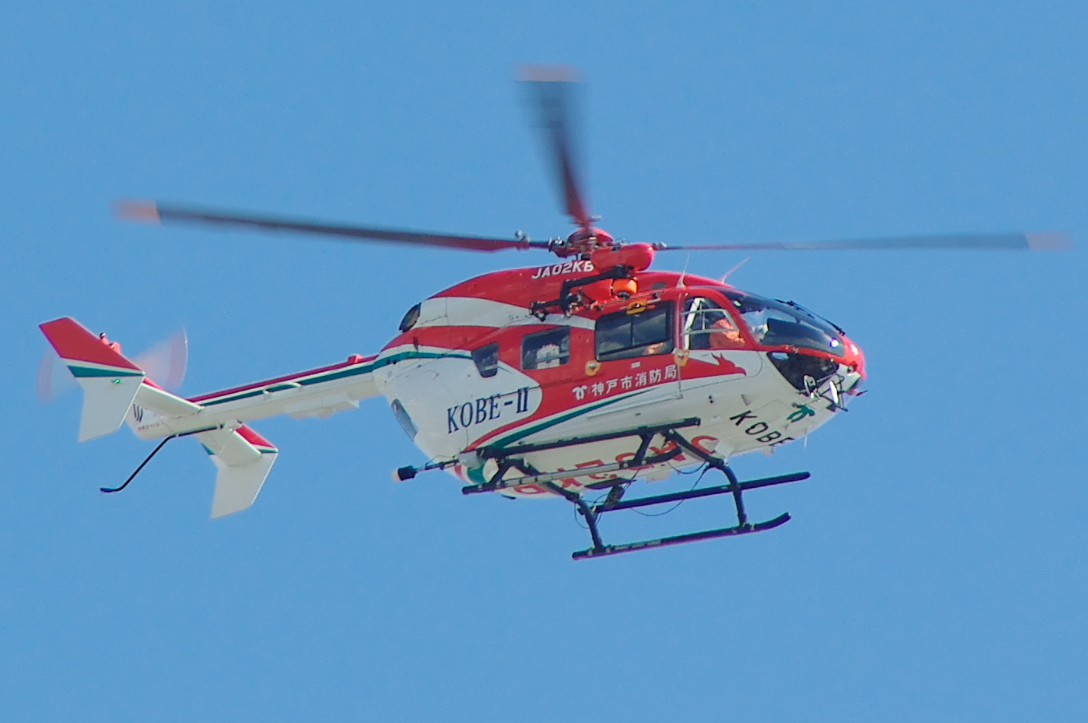
神戸市消防局「KOBE-II」 BK117
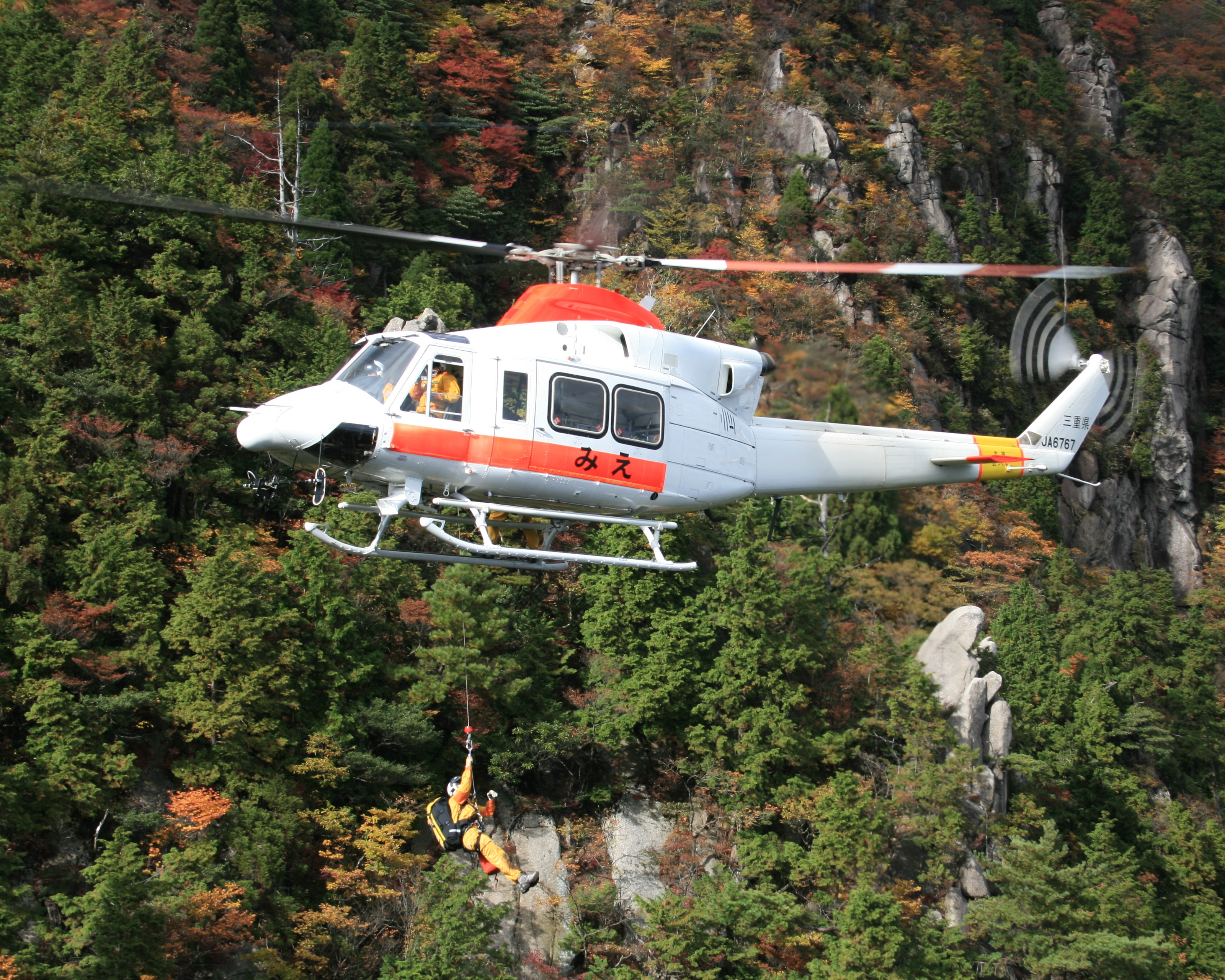
中日本航空所属・防災ヘリ代替機　ベル 412 （三重県防災航空隊が御在所岳で滑落した山岳遭難者を救出中）

### 装備
- ホイスト装置（救助用ケーブルを乗員の操作で巻き上げる装置）
- ヘリコプターテレビ中継システム - 災害発生時の情報収集のためにを装備している。
- 衛星電話（地域衛星通信ネットワーク） - 地上通信が遮断された場合の連絡手段として装備されている。
- 赤外線カメラ[20]（一部）
- 対地接近警報装置[20]（一部）

暗視装置 - 自衛隊が運用する航空救難団の機体には採用が行われており、海外でも赤外線カメラなどと共に採用されており視界不良を可視化する光学機器となるエンハンスト・ビジョン・システムも搭載されている。

## 各都道府県・政令市の保有機材一覧
2023年12月1日現在、総務省消防庁のヘリコプター5機、東京消防庁保有の消防ヘリコプター7機、道県保有の防災ヘリコプター42機、政令市の消防ヘリコプター25機、計77機。
沖縄県のみ消防防災ヘリを保有しておらず、2022年度内の導入を目指して検討が進められているが、導入は2024年度にずれ込む見通してある。
全国の配備状況は次のとおり。
| 県名     | 保有 機数 | 保有機関                                                | 基地                        | 愛称                                                                  | 機体番号                                                | 機種                          | 運航受託会社                   | 備考 |
| -------- | --------- | ------------------------------------------------------- | --------------------------- | --------------------------------------------------------------------- | ------------------------------------------------------- | ----------------------------- | ------------------------------ | --- |
| 北海道   | 2         | 北海道防災航空室                                        | 丘珠空港                    | はまなす1 はまなす2                                                   | JA01HR JA6775                                           | AS 365N3+ Bell 412EP          | 北海道警察                     | ドクターヘリ的運航 2022年4月から北海道警察と共同で24時間運航 |
| 北海道   | 1         | 札幌市消防航空隊 （札幌市消防局）                       | 札幌市消防局 石狩ヘリポート | さつぽろ1(抹消) さつぽろ2                                             | JA119L JA17AR                                           | Bell 412EP AW139              | --                             | ドクターヘリ的運航 2019年10月、さつぽろ1（Bell 412EP）は埼玉県川越市の整備工場で定期点検を受けていたが、 令和元年東日本台風（台風19号）で越辺川が堤防決壊により氾濫し、 整備工場格納庫内に大量の泥水が流入、機体が約２メートル浸水し損耗 |
| 青森県   | 1         | 青森県防災航空隊                                        | 青森空港                    | しらかみ                                                              | JA16AM                                                  | Bell 412EPI                   | 中日本航空                     | |
| 岩手県   | 1         | 岩手県防災航空隊                                        | 花巻空港                    | ひめかみ                                                              | JA10TE                                                  | AW139                         | 東邦航空                       | |
| 宮城県   | 1         | 宮城県防災航空隊                                        | 仙台空港                    | みやぎ                                                                | JA04FD                                                  | AS 365N3                      | 東北エアサービス               | 総務省消防庁が宮城県に無償貸与した機体 前機体の川崎BK117B-2は2011年3月11日に津波で損耗 宮城県広域航空消防応援協定により、仙台市消防航空隊と運航不能時の連携及び隔日交替での24時間運航 |
| 宮城県   | 2         | 仙台市消防航空隊 （仙台市消防局）                       | 仙台空港                    | せんだい けやき                                                       | JA119J JA119T                                           | Bell 412EP                    | --                             | 2010年9月より、ドクターヘリ的運航 宮城県広域航空消防応援協定により、宮城県防災航空隊と運航不能時の連携及び隔日交替での24時間運航 |
| 秋田県   | 1         | 秋田県消防防災 航空隊                                   | 秋田空港                    | なまはげ                                                              | JA05AR                                                  | BK117 C-2                     | 秋田県警察の航空隊との共同運航 | |
| 山形県   | 1         | 山形県消防防災 航空隊                                   | 山形空港                    | もがみ                                                                | JA05YA                                                  | AW139                         | 東北エアサービス               | |
| 福島県   | 1         | 福島県消防防災 航空隊                                   | 福島空港                    | ふくしま                                                              | JA07AR                                                  | AW139                         | 中日本航空                     | |
| 茨城県   | 1         | 茨城県防災航空隊                                        | つくばヘリポート            | つくば                                                                | JA298B                                                  | BK117 C-2                     | つくば航空                     | |
| 栃木県   | 1         | 栃木県消防防災 航空隊                                   | 栃木ヘリポート              | おおるり                                                              | JA09TR                                                  | AW139                         | 本田航空                       | |
| 群馬県   | 1         | 群馬県防災航空隊                                        | 群馬ヘリポート              | はるな                                                                | JA10GR                                                  | AW139                         | 朝日航洋                       | はるな（ベル412EP）は2018年8月10日群馬県の草津白根山付近で墜落損耗。墜落地点に近い渋峠に慰霊碑がある。 2020年12月にAW139が納入され、2021年夏より愛称「はるな」を継承し運航再開 |
| 埼玉県   | 2         | 埼玉県防災航空隊                                        | ホンダエアポート            | あらかわ2 あらかわ3 あらかわ4                                         | JA31DP JA31AR JA03FD                                    | AW139                         | 本田航空                       | ドクターヘリ的運航（夜間運航および専用機のバックアップ） あらかわ1（ユーロコプター AS 365）は2010年7月25日墜落損耗 あらかわ4は総務省消防庁が埼玉県に無償貸与した機体 あらかわ２（AS 365N3）は2023年6月に更新に伴い退役 埼玉県特別機動援助隊（埼玉SMART）登録 |
| 千葉県   | 2         | 千葉市消防航空隊 （千葉市消防局）                       | 千葉市消防局ヘリポート      | おおとり1 おおとり2                                                   | JA119C JA03CF                                           | AS 365N3                      | --                             | おおとり2はAS 365からAW169(JA24CF)に更新予定 |
| 東京都   | 8         | 東京消防庁航空隊                                        | 立川飛行場 東京ヘリポート   | ちどり ひばり かもめ つばめ おおたか ゆりかもめ こうのとり はくちょう | JA14TD JA24HB JA119E JA119G JA01FD JA119Y JA71KT JA62HC | AW139 AW189 AS 365N3 EC 225LP | 自前運行                       | ドクターヘリ的運航（伊豆諸島など） 「おおたか」は総務省消防庁が東京都に無償貸与した機体 「はくちょう」はAS 332からEC225に更新 「ちどり」はAS 365からAW139に更新 「ひばり」はAS 332からAW189に更新 AS 332は2019年度中に前倒しして更新し、東京オリンピック2020大会開催時に 9機目稼働機として現在の8機から9機体制にし、航空消防体制の強化を図る方針                    |
| 神奈川県 | 2         | 横浜市消防局 航空消防隊                                 | 横浜ヘリポート              | はまちどり1 はまちどり2                                               | JA131Y JA152Y                                           | AW139                         | --                             | 2機ともAS 365からアグスタウエストランド AW139へ更新 2019年9月、令和元年房総半島台風（台風15号）による高波で横浜ヘリポートが浸水、 はまちどり2が（AW139）運航不能となったが、その後修理点検を行い運航再開 |
| 神奈川県 | 2         | 川崎市消防航空隊 （川崎市消防局）                       | 東京ヘリポート              | そよかぜ1 そよかぜ2                                                   | JA01KF JA02KF                                           | BK117 C-2 AS 365N3+           | --                             | |
| 新潟県   | 1         | 新潟県消防防災 航空隊                                   | 新潟空港                    | はくちょう                                                            | JA15AR                                                  | AW139                         | 朝日航洋                       | |
| 富山県   | 1         | 富山県消防防災 航空隊                                   | 富山空港                    | とやま                                                                | JA119W                                                  | AW139                         | 東邦航空                       | |
| 石川県   | 1         | 石川県消防防災 航空隊                                   | 小松飛行場                  | はくさん                                                              | JA893F                                                  | Bell 412EP                    | 鹿児島国際航空                 | AW139(JA893K)に更新予定 |
| 福井県   | 1         | 福井県防災航空隊                                        | 福井空港                    | Blue Arrow                                                            | JA291A                                                  | BK117 C-2                     | セントラルヘリコプターサービス | |
| 山梨県   | 1         | 山梨県消防防災 航空隊                                   | 日本航空学園 双葉滑空場     | あかふじ                                                              | JA223Y                                                  | S-76D                         | ジャネット                     | |
| 長野県   | 1         | 長野県消防防災 航空隊                                   | 松本空港                    | アルプス                                                              | JA02NA                                                  | SUBARUBell 412EPI             | ジャネット                     | ベル412EP(JA97NA)2017年3月5日に長野県鉢伏山山中に墜落損耗 2020年にSUBARUがベル412EPIを搬入し、2021年にアルプスの名で運航開始 |
| 岐阜県   | 2         | 岐阜県防災航空隊                                        | 岐阜飛行場                  | 若鮎I 若鮎III                                                         | JA21AR JA119V                                           | BK117 C-2 Bell 412EP          | セントラルヘリコプターサービス | 若鮎IIIは岐阜県警察と共同運航 若鮎IIは2009年9月11日に墜落損耗 |
| 静岡県   | 1         | 静岡県消防防災 航空隊                                   | 静岡ヘリポート              | オレンジアロー                                                        | JA119R                                                  | AW139                         | 静岡エアコミューター           | 静岡県警察航空隊に委託されていたJA9933は用途廃止 2019年に2号機が更新 |
| 静岡県   | 1         | 静岡市消防航空隊 （静岡市消防局）                       | 静岡ヘリポート              | カワセミ                                                              | JA119P                                                  | Bell 412EP                    | --                             | BK117D-3に更新予定 |
| 静岡県   | 1         | 浜松市消防航空隊 （浜松市消防局）                       | 浜松市消防ヘリポート        | はまかぜ                                                              | JA119X                                                  | AS365N3                       | --                             | 常時２人操縦体制を目指すため2018年10月から2020年4月まで運航が休止されていた |
| 愛知県   | 3         | 名古屋市消防航空隊 （名古屋市消防局）                   | 名古屋飛行場                | のぶなが ひでよし わかしゃち                                          | JA758A JA08AR JA23AR                                    | AS 365N3 Bell 412EPI          | --                             | 公募により「なごや」は「のぶなが」、「なごや2」は「ひでよし」へ愛称変更。2022年（令和4年）4月1日より愛知県防災航空隊が運行していた「わかしゃち」の運行が名古屋市消防局へ委託され、名古屋市消防航空隊は市有2機、県有1機の計3機体制となる。活動範囲も愛知県全域や近隣府県まで拡大された                                                                               |
| 三重県   | 1         | 三重県防災航空隊                                        | 津市伊勢湾ヘリポート        | みえ                                                                  | JA119M                                                  | AW139                         | 中日本航空                     | |
| 滋賀県   | 1         | 滋賀県防災航空隊                                        | 大阪航空日野ヘリポート      | 琵琶                                                                  | JA25LB                                                  | AS 365N3                      | 大阪航空                       | |
| 京都府   | 2         | 京都市消防航空隊 （京都市消防局）                       | 京都消防ヘリポート          | あたご ひえい                                                         | JA02FD JA911A                                           | AS 365N3                      | --                             | あたごは2011年総務省消防庁が京都府に無償貸与した機体で、 三菱電機が開発した世界初のヘリコプター搭載衛星通信システム「ヘリサット」を装備した第1号機 |
| 大阪府   | 2         | 大阪市消防航空隊 （大阪市消防局）                       | 八尾空港                    | おおさか なにわ                                                       | JA210F JA100F                                           | H155 AS 365N3                 | --                             | 「おおさか」はAS365から、エアバス・ヘリコプターズのH155に更新 |
| 兵庫県   | 3         | 神戸市航空機動隊 （神戸市消防局） 兵庫県消防防災 航空隊 | 神戸空港                    | HYOGO･KOBE-Ⅰ KOBE-Ⅱ ひょうご                                          | JA01HK JA02KB JA28HY                                    | BK117 C-2                     | --                             | 神戸市航空機動隊（神戸市消防局）と兵庫県消防防災航空隊の共同運航 兵庫県の機体も神戸市に運航委託しており、 「HYOGO･KOBE-Ⅰ」（旧「KOBE-Ⅰ」の更新）が県市の共同の機体 「KOBE-Ⅱ」が神戸市、「ひょうご」が兵庫県の機体 ドクターヘリ的運航 |
| 奈良県   | 1         | 奈良県防災航空隊                                        | 奈良県ヘリポート            | やまと2000                                                            | JA20NA                                                  | Bell 412EP                    | 東邦航空                       | 旧機体は1999年7月13日十津川村山中で墜落損耗2025年にSUBARU Bell412EPX（JA25NA）へ更新予定 |
| 和歌山県 | 1         | 和歌山県防災航空隊                                      | 南紀白浜空港                | きしゅう                                                              | JA30AR                                                  | Bell 412EPI                   | ユーロテック                   | 2007年4月から医師同乗システム運用開始 JA30ARは2023年7月から運行開始 |
| 鳥取県   | 1         | 鳥取県消防防災航空隊                                    | 鳥取空港                    | だいせん                                                              | JA31TA                                                  | AW139                         | 朝日航洋                       | 2010年4月ドクターヘリ的運航（専用機バックアップ） ベル 412EP「とっとり」（JA31TR）からアグスタウエストランド AW139「だいせん」に更新 |
| 島根県   | 1         | 島根県防災航空隊                                        | 出雲空港                    | はくちょう                                                            | JA32AR                                                  | BK117 C-2                     | セントラルヘリコプターサービス | |
| 岡山県   | 1         | 岡山県消防防災 航空隊                                   | 岡山空港                    | きび                                                                  | JA119H                                                  | Bell 412EP                    | 四国航空                       | |
| 岡山県   | 1         | 岡山市消防航空隊 （岡山市消防局）                       | 岡南飛行場                  | ももたろう                                                            | JA33BK                                                  | BK117 C-2                     | --                             | |
| 広島県   | 1         | 広島県防災航空隊                                        | 広島空港                    | メイプル                                                              | JA12HP                                                  | AW139                         | 中日本航空                     | 両隊協働でドクターヘリ的運航 |
| 広島県   | 1         | 広島市消防航空隊 （広島市消防局）                       | 広島西飛行場                | ひろしま                                                              | JA05HC                                                  | AS 365N3                      | --                             | 両隊協働でドクターヘリ的運航 |
| 山口県   | 1         | 山口県消防防災 航空隊                                   | 山口宇部空港                | きらら                                                                | JA35AR                                                  | AW169                         | 西日本空輸                     | ドクターヘリ的運航2019年12月より西日本空輸が運航を受託 山口県・愛媛県消防防災ヘリコプター相互応援協定 |
| 徳島県   | 1         | 徳島県消防防災 航空隊                                   | 徳島空港                    | うずしお                                                              | JA109A                                                  | BK117 C-2                     | 四国航空                       | ドクターヘリ的運航（大阪・和歌山に相互乗り入れ） |
| 香川県   | 1         | 香川県防災航空隊                                        | 高松空港                    | Olive-Ⅱ                                                               | JA119K                                                  | BK117 C-2                     | 四国航空                       | |
| 愛媛県   | 1         | 愛媛県消防防災 航空隊                                   | 松山空港                    | Ehime21                                                               | JA117E                                                  | BK117 C-2                     | 愛媛航空                       | ドクターヘリ的運航 山口県・愛媛県消防防災ヘリコプター相互応援協定 |
| 高知県   | 2         | 高知県消防・防災 航空隊                                 | 高知空港                    | りょうま おとめ                                                       | JA02RY JA06FD                                           | AW139                         | 東邦航空                       | ドクターヘリ的運航 「おとめ(JA05FD)」は総務省消防庁が高知県に無償貸与した機体 2019年10月に埼玉県川越市で耐空検査中の「おとめ(JA05FD)」が、令和元年東日本台風（台風19号）の影響で氾濫した越辺川の浸水被害にあい損耗、運航不能となったが、 総務省消防庁から後継機(JA06FD)が再び無償貸与され、2022年4月に本格運航を再開 「りょうま」は、S-76BからAW139へ2022年10月更新 |
| 福岡県   | 2         | 福岡市消防局 消防航空隊                                 | 奈多ヘリポート              | ゆりかもめ ほおじろ                                                   | JA23DR JA18AR                                           | BK117D-3 AS 365N3+            | --                             | 「ゆりかもめ」は、AS365N3(JA08FC)から消防防災ヘリコプターとして初のBK117D-3(JA23DR)へ更新 |
| 福岡県   | 1         | 北九州市消防局 消防航空隊                               | 北九州空港                  | きたきゅう                                                            | JA10KC                                                  | AS 365N3                      | --                             | 北九州市・福岡市による福岡県広域航空消防体制(費用を県が負担) |
| 佐賀県   | 1         | 佐賀県消防防災 航空隊                                   | 佐賀空港                    | かちどき                                                              | JA153L                                                  | BK117 D-2                     | エス・ジー・シー佐賀航空       | 2021年3月28日に運航を開始長崎県・熊本県・宮崎県・大分県・鹿児島県による防災消防ヘリコプター相互応援協定 |
| 長崎県   | 1         | 長崎県防災航空隊                                        | 大村航空基地                | ながさき                                                              | JA119Z                                                  | AS 365N3                      | オリエンタルエアブリッジ       | 長崎県・熊本県・宮崎県・大分県・鹿児島県による防災消防ヘリコプター相互応援協定 |
| 熊本県   | 1         | 熊本県防災消防 航空隊                                   | 熊本空港                    | ひばり                                                                | JA90MT                                                  | AS 365N3+                     | 天草エアライン                 | 長崎県・熊本県・宮崎県・大分県・鹿児島県による防災消防ヘリコプター相互応援協定 |
| 大分県   | 1         | 大分県防災航空隊                                        | 大分県央飛行場              | とよかぜ                                                              | JA104W                                                  | BK117 C-2                     | 九州航空                       | 長崎県・熊本県・宮崎県・大分県・鹿児島県による防災消防ヘリコプター相互応援協定 |
| 宮崎県   | 1         | 宮崎県防災救急 航空隊                                   | 宮崎空港                    | あおぞら                                                              | JA99MZ                                                  | Bell 412EP                    | 鹿児島国際航空                 | 長崎県・熊本県・宮崎県・大分県・鹿児島県による防災消防ヘリコプター相互応援協定2025年にSUBARU Bell412EPXへ更新予定 |
| 鹿児島県 | 1         | 鹿児島県防災航空隊                                      | 枕崎空港                    | さつま                                                                | JA18KG                                                  | AW139                         | 鹿児島国際航空                 | ドクターヘリ的運航（本土・離島含む） 長崎県・熊本県・宮崎県・大分県・鹿児島県による防災消防ヘリコプター相互応援協定 |
| 沖縄県   | 0         | --                                                      | --                          | --                                                                    |                                                         | --                            | --                             | 2026年度以降に運航開始予定 基地は県消防学校に設置予定 |

## 他機関
海上での消防防災活動は海上保安庁が担当している。
消防防災ヘリの活動範囲であっても危険性が高い場合には、航空自衛隊の航空救難団に対し災害派遣として業務が委託される。
沖縄県のように防災ヘリが導入されていない地域は、都道府県警察航空隊や地方自治体が提供すべきサービスの不備を国が是正するという考えにより自衛隊が代行している。
本土からヘリコプターが到達できず、固定翼機が離着陸できる空港もない離島では、海上自衛隊の救難飛行隊が災害派遣で出動する。
国土交通省の災害対策用ヘリコプターは災害救助・復旧活動を支援するため情報収集活動を行うヘリであり、救助や消火などの直接行動は行わない。